# Абу Омар ел Саиф
Абу Омар ел Саиф (арап. أبو عمر السيف)(1968/69-2005) је неформално име или псеудоним једног саудијског исламисте који се прво борио у Авганистану (1986-1988), а касније у Северном Кавказу (1996-2005), као муфтија арапских бораца у Чеченији, наводно са блиским везама са Ал Каидом. Његово пуно име је Мухамед бен Абдулах бен Саиф ел Тамими (محمد بن عبد الله بن سيف التميمي). Понекад је користио и име Ел Џабер. Рођен је 1968. или 1969. године у Саудијској Арабији, а убијен је у Дагестану у децембру 2005. године.
Веровало се да је Ел Саиф уживао поверење арапских финансијера, примао је новац од њих кроз неке институције у Дагестану (вероватно у Махачкалу где је канцеларија Међународне фондације Беневоленц (у Босни се зове Босанска Идеална Футура), исламске добротворне организације базиране у Саудијској Арабији, сада забрањена) вршећи дистрибуцију до Исламских побуњеничких снага широм јужне Русије. Његов претходник у овој улози био је Ибн ел Хатаб. , такође из Арабије и који је убијен у Дагестану. Нејасно је да ли је Ел Саиф преузео команду над Абу ел Валидовим снагама у Чеченији, након његове смрти 2004. године. Ел Саифа су у Русији повезивли са бомбашким нападима на станове у Москви и Волгодонску 1999. године, сумња се да је он финансирао и напад у Беслану. 2004.
Абу Омар ел Саиф је био познат у мањој мери као идеолог и духовни вође. За време владе Зелимхана Јандарбијева. у Чеченији 1996. године, имао је титулу председника шеријатског суда и био је одговоран за спровођење исламских судова у републици. Написао је неколико чланака и књига, посебно у вези са питањима Ирака и демократије коју је он сматрао неисламском и идолопоклоничком, и о конфликту на Кавказу за које је сматрао да се могу решити само помоћу џихада.